# Кулисмаярви
Ку́лисмая́рви (фин. Kulismajärvi) — озеро на территории Лоймольского сельского поселения Суоярвского района Республики Карелия.

## Общие сведения
Площадь озера — 0,7 км². Располагается на высоте 63,0 метров над уровнем моря.
Форма озера продолговатая,  вытянутая с северо-запада на юго-восток. Берега большей частью заболоченные. В озеро впадают четыре водотока: с северо-запада — река Суйстамонйоки (фин. Suistamonjoki) (из озера Мется-Рекиярви), с северо-востока — ручей Леппяоя (фин. Leppäoja), с юго-запада — ручей Пахаоя (фин. Pahaoja) и с запада — безымянный ручей, вытекающий из озёр Луелампи (фин. Luuelampi) и Мусталампи (фин. Mustalampi).
Из юго-восточной оконечности озера берёт начало река Кулисмайоки. 
Населённые пункты близ озера отсутствуют. Ближайший — посёлок Леппясюрья — расположен от озера в 5 км к северу.
Код водного объекта в государственном водном реестре — 01040300211102000013698.